# Lijst van burgemeesters van Eelde
Dit is een lijst van burgemeesters van de voormalige Nederlandse gemeente Eelde in de provincie Drenthe. 

Op 1 januari 1998 werd Eelde samen met de gemeente Vries toegevoegd aan de toenmalige gemeente Zuidlaren die op 1 december 1999 werd hernoemd tot Tynaarlo.
| Ambtsperiode | Naam burgemeester                     | Partij of stroming | Bijzonderheden                            |
| ------------ | ------------------------------------- | ------------------ | ----------------------------------------- |
| 1811 - 1812  | Mr. Warmolt Tonckens                  |                    |                                           |
| 1812 - 1819  | Mr. Gijsbert Carel Ferdinand Gasinjet |                    |                                           |
| 1819 - 1823  | Mr. Warmolt Tonckens                  |                    |                                           |
| 1823 - 1856  | Mr. Hendrik Tonckens                  |                    |                                           |
| 1856 - 1859  | Willem van Riesen                     |                    |                                           |
| 1860 - 1895  | Engelke Johannes Anthonie Timmerman   |                    |                                           |
| 1895 - 1929  | Mr. Johannes Tonckens                 |                    |                                           |
| 1929 - 1940  | Jan Gerard Legro                      |                    |                                           |
| 1940 - 1941  | Mr. Hugo Willibrord Bloemers          |                    | waarnemend, tevens burgemeester van Roden |
| 1941         | Martinus Pelinck                      |                    | waarnemend, tevens burgemeester van Norg  |
| 1941 - 1943  | Mr. Bernardus Struben                 |                    |                                           |
| 1943 - 1945  | A.R. Dijkstra                         |                    |                                           |
| 1945 - 1973  | Mr. Bernardus Struben                 |                    |                                           |
| 1973 - 1982  | Mr. Jan-Kees Wiebenga                 | VVD                |                                           |
| 1983 - 1991  | Mr. Alexander Tchernoff               | VVD                |                                           |
| 1991 - 1992  | Gerrit Oosting                        | PvdA               | waarnemend                                |
| 1992 - 1998  | Pieter van Veen                       | VVD                |                                           |